# Saint-André-d'Huiriat
Saint-André-d'Huiriat és un municipi francès situat al departament de l'Ain i a la regió d'Alvèrnia-Roine-Alps. L'any 2007 tenia 510 habitants.

## Demografia

### Població
El 2007 la població de fet de Saint-André-d'Huiriat era de 510 persones. Hi havia 196 famílies de les quals 40 eren unipersonals (20 homes vivint sols i 20 dones vivint soles), 64 parelles sense fills, 80 parelles amb fills i 12 famílies monoparentals amb fills.
La població ha evolucionat segons el següent gràfic:
Habitants censats

### Habitatges
El 2007 hi havia 215 habitatges, 195 eren l'habitatge principal de la família, 8 eren segones residències i 12 estaven desocupats. 207 eren cases i 6 eren apartaments. Dels 195 habitatges principals, 159 estaven ocupats pels seus propietaris, 32 estaven llogats i ocupats pels llogaters i 4 estaven cedits a títol gratuït; 1 tenia una cambra, 11 en tenien dues, 21 en tenien tres, 58 en tenien quatre i 104 en tenien cinc o més. 155 habitatges disposaven pel capbaix d'una plaça de pàrquing. A 72 habitatges hi havia un automòbil i a 114 n'hi havia dos o més.

### Piràmide de població
La piràmide de població per edats i sexe el 2009 era:
| Homes | Edats   | Dones |
| ----- | ------- | ----- |
| 0     | 95 o +  | 0     |
| 4     | 90 a 94 | 0     |
| 4     | 85 a 89 | 0     |
| 0     | 80 a 84 | 4     |
| 4     | 75 a 79 | 8     |
| 16    | 70 a 74 | 8     |
| 16    | 65 a 69 | 12    |
| 4     | 60 a 64 | 12    |
| 16    | 55 a 59 | 8     |
| 4     | 50 a 54 | 12    |
| 8     | 45 a 49 | 24    |
| 20    | 40 a 44 | 12    |
| 20    | 35 a 39 | 20    |
| 8     | 30 a 34 | 12    |
| 12    | 25 a 29 | 12    |
| 16    | 20 a 24 | 4     |
| 8     | 15 a 19 | 16    |
| 0     | 10 a 14 | 0     |
| 28    | 5 a 9   | 16    |
| 8     | 0 a 4   | 12    |

## Economia
El 2007 la població en edat de treballar era de 334 persones, 264 eren actives i 70 eren inactives. De les 264 persones actives 251 estaven ocupades (139 homes i 112 dones) i 13 estaven aturades (5 homes i 8 dones). De les 70 persones inactives 22 estaven jubilades, 23 estaven estudiant i 25 estaven classificades com a «altres inactius».

### Ingressos
El 2009 a Saint-André-d'Huiriat hi havia 197 unitats fiscals que integraven 534 persones, la mediana anual d'ingressos fiscals per persona era de 18.968,5 €.

### Activitats econòmiques
Dels 10 establiments que hi havia el 2007, 1 era d'una empresa de fabricació d'altres productes industrials, 4 d'empreses de construcció, 1 d'una empresa de comerç i reparació d'automòbils, 1 d'una empresa d'hostatgeria i restauració, 2 d'entitats de l'administració pública i 1 d'una empresa classificada com a «altres activitats de serveis».
Dels 4 establiments de servei als particulars que hi havia el 2009, 1 era un taller de reparació d'automòbils i de material agrícola, 2 fusteries i 1 lampisteria.
L'any 2000 a Saint-André-d'Huiriat hi havia 28 explotacions agrícoles que ocupaven un total de 660 hectàrees.

## Equipaments sanitaris i escolars
El 2009 hi havia una escola elemental integrada dins d'un grup escolar amb les comunes properes formant una escola dispersa.

## Poblacions més properes
El següent diagrama mostra les poblacions més properes.